# 松谷克
松谷 克（まつや まさる、1938年4月26日 - 2024年12月13日）は、日本の実業家。 日本紙パルプ商事代表取締役社長、同社代表取締役会長、日本洋紙代理店会連合会会長などを歴任した。旭日中綬章受章。

## 人物・経歴
北海道出身。1957年北海道函館中部高等学校卒業。
1962年北海道大学経済学部卒業、日本紙パルプ商事入社。1993年に取締役札幌支店長に就任し、1999年には常務東京本店新聞用紙営業本部長兼印刷・情報用紙営業本部長、2001年には代表取締役専務名古屋支店長と要職を歴任。
2003年に代表取締役社長に就任し、7年務めて2010年に代表取締役会長に就任。同年旭日中綬章を受章し、2011年に帝国ホテルで叙勲御礼の会が行われた。
また、日本紙商団体連合会副会長、日本洋紙代理店会連合会会長なども歴任した。2013年日本紙パルプ商事相談役。
2024年12月13日死去。86歳没。没日付を以て正五位に追叙された。